# 西漢會要
《西漢會要》由南宋徐天麟所撰，成書於嘉定四年（1211年），共70卷。全書仿照《唐會要》體例，採《史記》，《漢書》之記載典章制度，分帝系、禮、樂、輿服、學校、運曆、祥異、職官、選舉、民政、食貨、兵、刑、方域、蕃夷等15門。記載西漢時期典章制度，唯本書僅取正史資料，未雜以其他筆記，恐有偏頗之虞。楼钥《攻媿集》有《西汉会要序》。